# 监事会
监事会（英語：Supervisory board），也称公司监察委员会，是公司的监督机关，与董事会并列，相当于政治中三权分立的司法部分，对公司的决策进行监督。监事会对股东会负责，并向其报告。监事会由监事组成，不同国家的公司法有具体规定。

## 概述
监事会的法律地位和职能在不同国家公司法、不同公司中差异极大，对承担类似职责的机构的称谓也各不相同。大陆法系国家公司通常设置这一机构；而英美法系的国家往往不设置监事会，而以独立董事制度、外部审计委员会等形式实施公司监督职能。但是有監事會可能設置獨立董事。國有企業和民間企業的狀態也不相同。國有企業可能會派出政府的監察機關成員。

## 各国公司监事会（或类似机构）设置

### 中国大陆
《中华人民共和国公司法》规定了监事会的设置和权利，不同类型的公司监事会的组织形式有所不同。

#### 有限责任公司
有限责任公司设监事会，其成员不得少于三人。股东人数较少或者规模较小的有限责任公司，可以设一至二名监事，不设监事会。
其中，国有独资公司监事会成员不得少于五人，其中职工代表的比例不得低于三分之一。除职工代表外，监事、包括监事会主席都由国有资产监督管理委员会委派指定。

#### 股份有限公司
股份有限公司设监事会，其成员不得少于三人。职工代表的比例不得低于三分之一。

### 台湾
在台湾，与监事会相似的公司监察机构名为“监察人”。根据《公司法》，无限公司、有限公司、两合公司未明确规定监察人。

股份有限公司设置监察人，公开发行股票的公司监察人须有二人以上。

### 日本
根据日本《商法》和《商特法》，大股份公司设立监事会，资产超过五亿日圆或负债超过两百亿日圆的大股份公司还须设“会计监事”；小股份公司不设会计监事，也不设监事会，公司的监督权全部由监事行使。

### 德国
股份公司必须设立监事会。
- 股份公司雇员数量大于五百名、但小于两千名的，或者股份公司雇员数量虽少于五百名，但在1994年8月10日之前登记于商业登记簿，且不是家族企业的，则三分之一的监事会成员必须是雇员代表。
- 股份公司数量大于两千名，则二分之一的监事会成员必须是雇员代表。

### 法国
在法国，监事会不是公司必设机构，是否设置监视会由公司章程自行决定。如果设置，监事会成员不少于人，最多人数由公司章程确定，但不得大于24人。

### 美国等英美法系国家
一般不设置监事会，而由独立董事、审计委员会、审计员等实施公司监督。